# École d'horlogerie de Paris
 (avril 2020).
L'École d'horlogerie de Paris, puis École d'horlogerie et de mécanique de précision de la Ville de Paris, est fondée en 1880 au 99, rue du Faubourg-du-Temple à Paris, sous le patronage de la Chambre syndicale d'horlogerie de Paris, et particulièrement par son président Auguste Hilaire Rodanet, issu d'une dynastie horlogère, qui devient un membre actif et influent, secrétaire d'abord, puis président en 1880 pour créer à Paris une école d'horlogerie. Ses collègues renouvellent son mandat à l'unanimité jusqu'à son décès en 1907. Elle est la première école née de l'initiative privée reconnue d'utilité publique par un décret du président de la République Jules Grévy, le 12 juillet 1883.

## Histoire

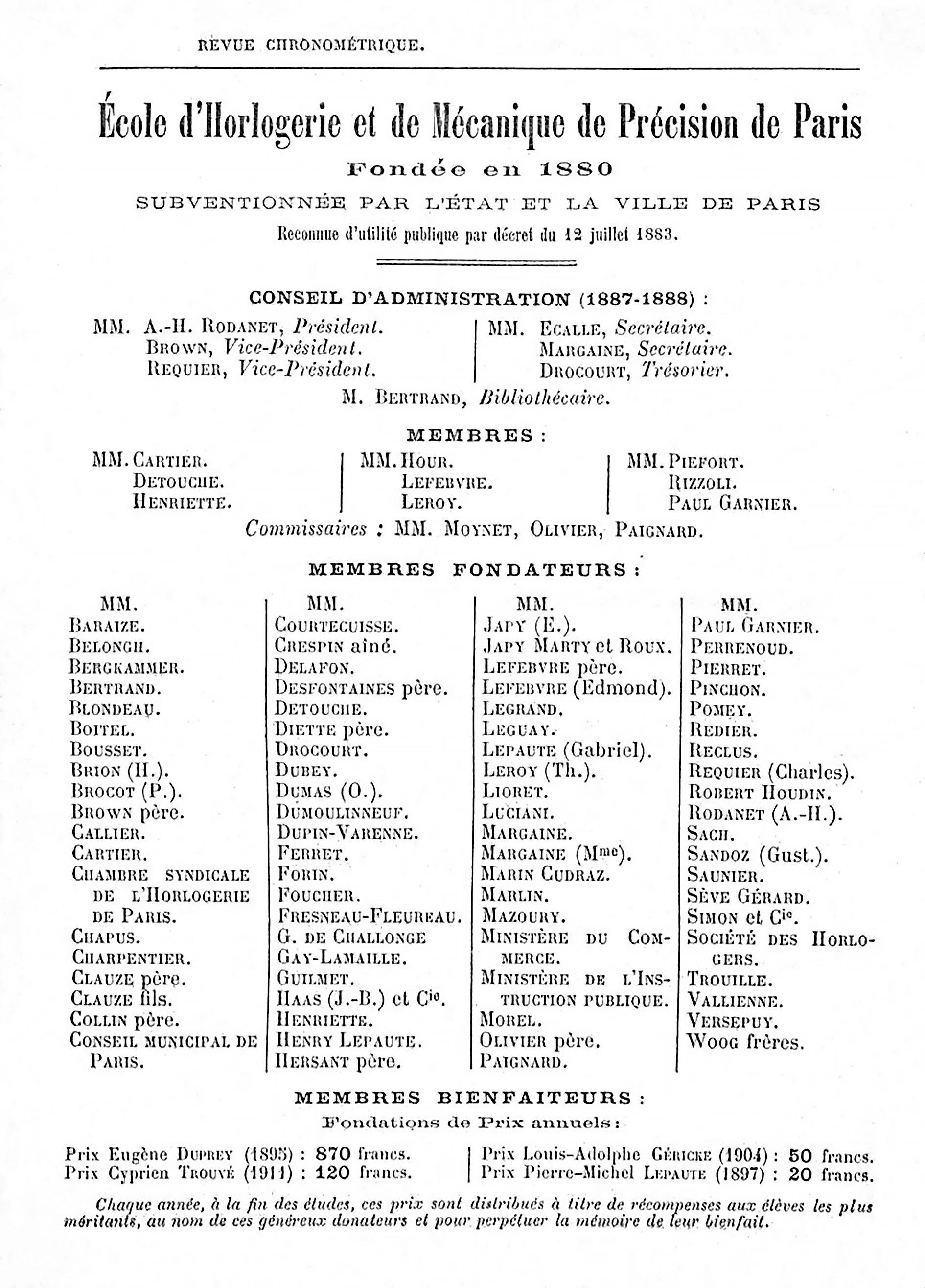
Fondateurs de l'École d'horlogerie Paris

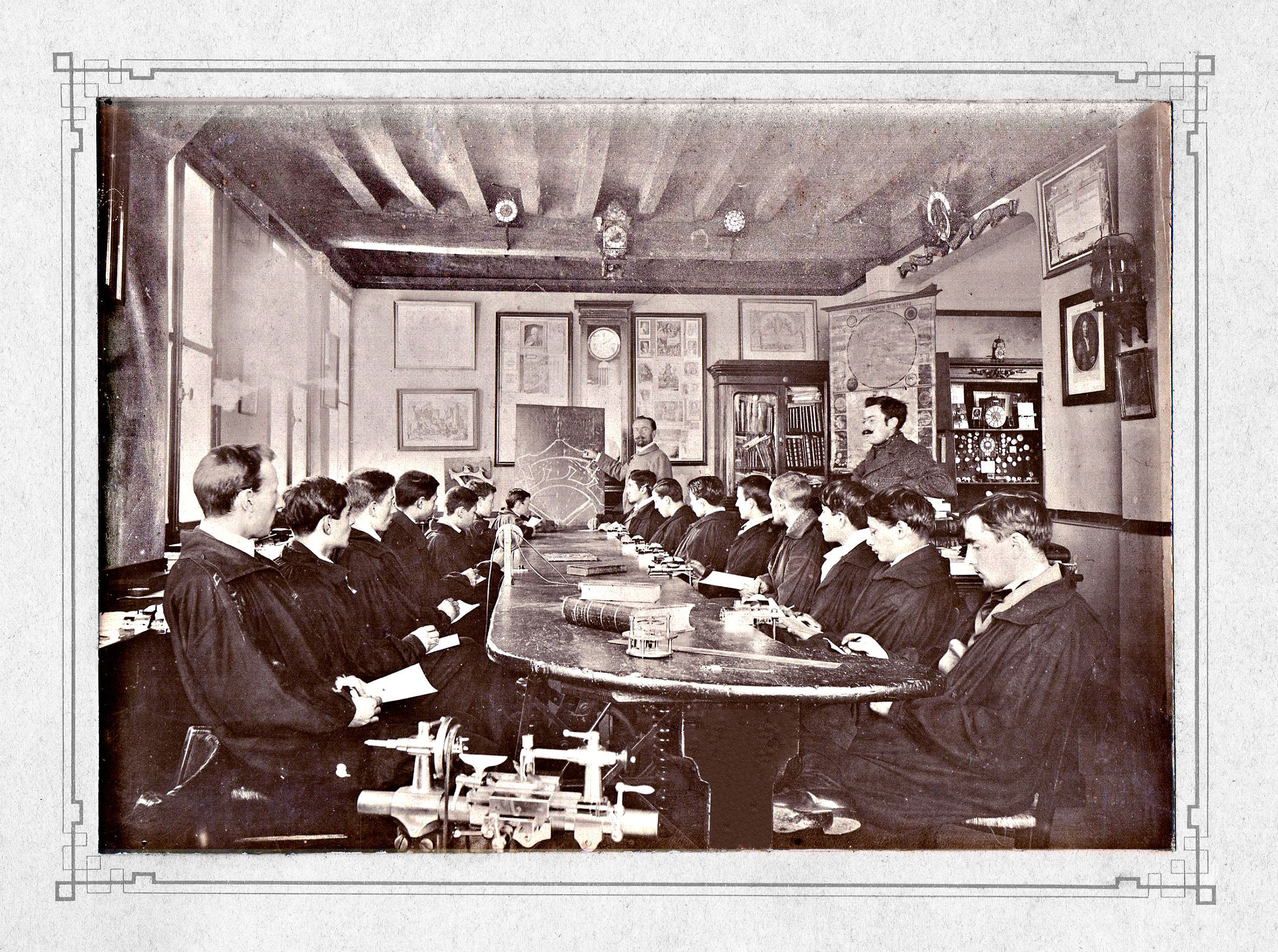
Enseignement à l'École d'horlogerie Paris, 30 rue Manin

Son objectif consiste à former des ouvriers dans la construction, l'entretien et la réparation des appareils d'horlogerie, des instruments de précision et d’électricité. Cette école globalise la formation des jeunes horlogers pour les faire sortir de spécialités trop étroites et leur garantir un avenir. Auguste Hilaire Rodanet constate tout comme son père, que les jeunes qui sortent des apprentissages et des écoles n'ont qu'une seule spécialité notamment celles de pivoteur ou de finisseur et par conséquent ils ne connaissent pas toutes les étapes de création d'une montre. 
Pour mener à bien ce projet, il fédère plus de quatre-vingts maîtres horlogers et industriels parmi les plus influents de la profession : Paul Garnier, Onésime Dumas, Théodore-Marie Leroy, Gustave Sandoz, Robert-Houdin fils, les familles Japy et Diette-Hour, ainsi que des représentants d’ateliers de précision renommés. Cette mobilisation collective donne naissance à un établissement unique en son genre, soutenu dès l’origine par le ministère du Commerce et les autorités municipales. 
Le développement progressif de l’École d'horlogerie de Paris et de l'augmentation du nombre de ses élèves rendent insuffisant le local de sa première installation. Confiante dans le succès d'une organisation définitive, et assuré du patronage de l'État et de la Ville de Paris qui subventionnent chaque année l'École d'horlogerie de Paris, la Chambre syndicale d'horlogerie de Paris conçoit un projet d'installation sur un vaste terrain acquis 30, rue Manin à Paris pour y construire un établissement.   
Les ateliers de l'école sont outillés pour l'instruction de quatre-vingt-dix élèves. Elle possède : quatre ateliers, trois salles de cours, un amphithéâtre pour les démonstrations techniques, un riche musée bibliothèque, un internat ainsi que des bureaux administratifs. Sous réserve de la réussite aux concours d'admission, la durée d'apprentissage est de quatre ans. Chaque année, les élèves sortants subissent des concours généraux avec un jury composé d'horlogers et de savants.   
Ses élèves sont recherchés par différentes branches de l'industrie où se développe la microtechnique comme l'aviation ou l'automobile. Didier Daurat, directeur de l'Aéropostale est issu de l'École d'horlogerie de Paris.   

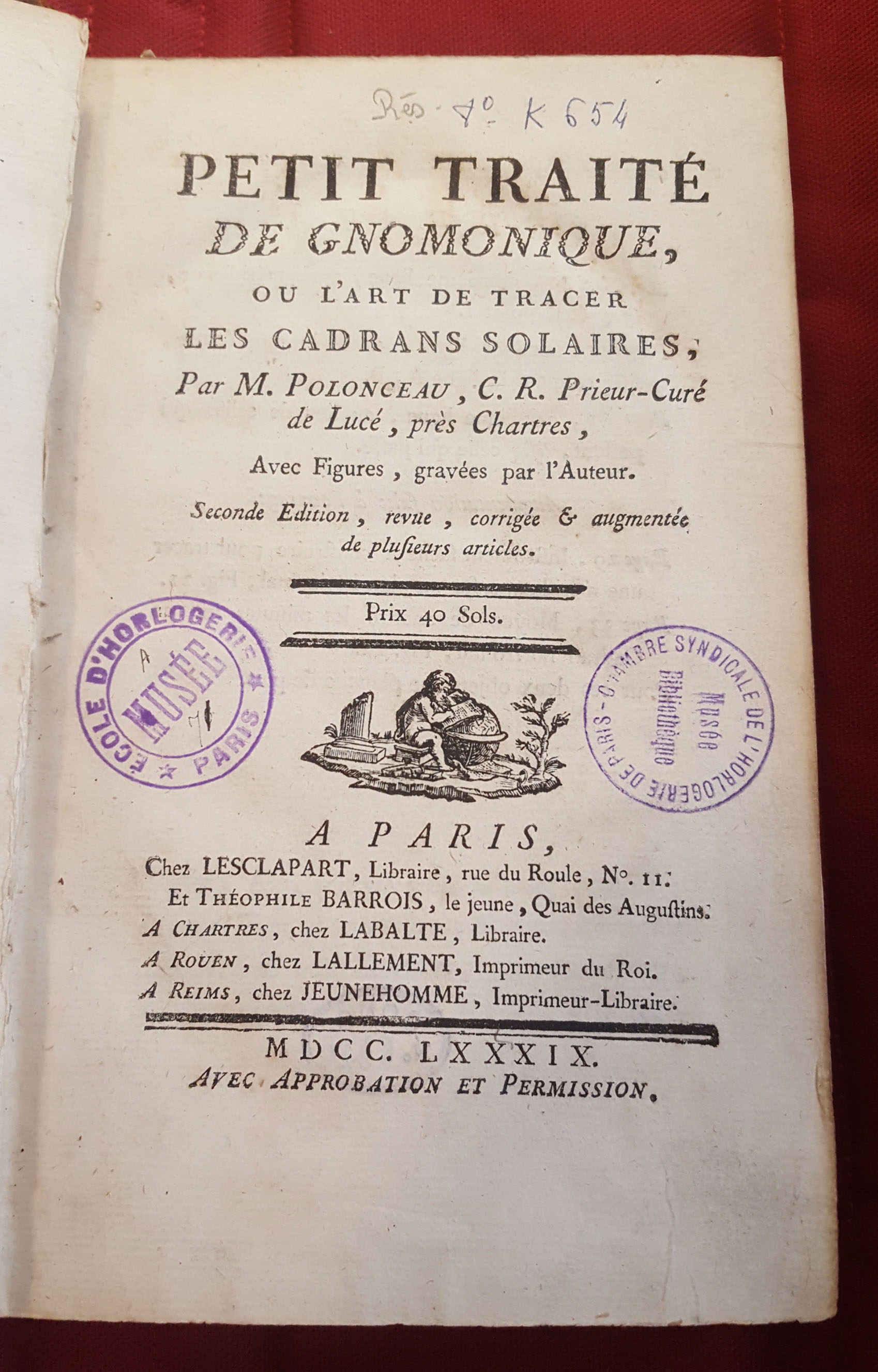
Collection du Musée Bibliothèque de l'École d'horlogerie de Paris

L'École d'horlogerie de Paris avec son musée et sa bibliothèque sont achetés en 1909 par la Ville de Paris. Adrien Oudin, vice-président du conseil municipal de Paris cite en 1910 : « Nous avons voulu non seulement acheter votre école comme le disait, il y a un instant, M. Tournier, faisant une excellente affaire, acheter également votre bibliothèque, votre musée unique au monde, qui renferme des richesses inappréciables que l’on vous envie partout. Nous les avons achetés pour exercer notre continuelle surveillance sur ces trésors, pour les garder dans l’avenir et nous vous donnons l’assurance que la Ville de Paris conservera le précieux patrimoine que vous lui avez légué. »  

## Le plus petit mouvement mécanique horloger du monde

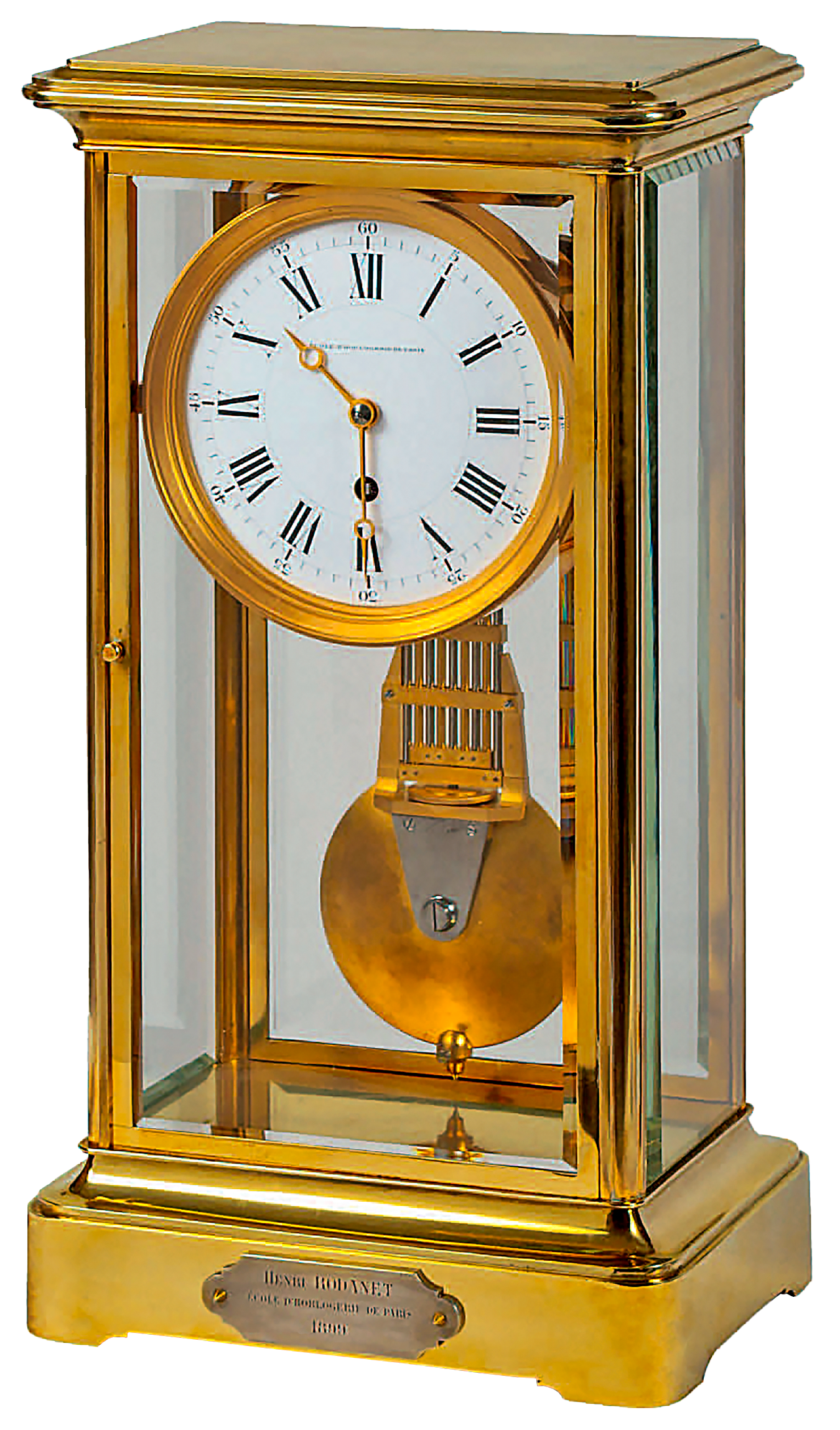
Henri Rodanet réalise ce régulateur à l'École d'horlogerie de Paris en 1899 reproduisant un balancier à gril selon l'invention de John Harrison

Henri Rodanet (1884-1956), orphelin de père et de mère à huit ans, est pris en charge par son oncle Auguste Hilaire Rodanet. Il est un brillant élève de l'École d'horlogerie de Paris et sort premier de sa promotion avec les félicitations du président de la République Émile Loubet. Il sera à l'origine de plus de cinq cents brevets d'invention, de nombreuses créations aussi bien pour l'horlogerie que pour l'automobile et l'aviation. Il est aussi l'inventeur du plus petit mouvement mécanique du monde, le Calibre 101. 

## Expositions universelles, expositions internationales et autres récompenses

### Récompenses reçues
Elle reçoit de multiples récompenses aux Expositions universelles : un diplôme d'honneur et une médaille d'or à l'Exposition universelle de 1889 et remporte à celle de 1900 la plus haute récompense décernée à l'unanimité par le jury international. Elle reçoit en 1881, une médaille d'argent à l'Exposition internationale de d'Électricité, une médaille d'or en 1883 à Amsterdam et une médaille d'or à Anvers en 1885. Deux diplômes d'honneur en 1885-1886. La Société d'encouragement pour l'industrie nationale décerne, en 1899, sous le rapport de M. Lavollée, une médaille d'or. Également, elle obtient treize médailles de collaborateurs. Ses succès contribuent à conserver une industrie horlogère française souveraine.  

Denis Roussialle, délégué rapporteur de l’Exposition universelle de 1889 :   
« Cette belle réussite n’est-elle pas due à la foi inébranlable de son directeur, M. Rodanet, que les difficultés incessantes qu’il a eues à surmonter, loin de le décourager, ne faisaient qu’exciter son ardeur, qu’animer son courage ? C’est lui, d’après l’aveu même de ses collaborateurs, c’est lui qui a fondé l’École d’Horlogerie de Paris, comme Eiffel a construit sa tour ; c’est-à-dire qu’il a su s’entourer de collaborateurs de mérite, comme Eiffel d’ingénieurs distingués ; qu’il a fait passer ses convictions ardentes dans le cœur de son entourage, qu’il a su se choisir. Tous alors, ne faisant qu’un, la lutte devenait plus facile et le triomphe plus certain.» 
Le rapport du jury international à l'Exposition universelle de 1900 souligne : 
« Chacune des expositions de cette école se faisait remarquer par l’exécution franche et consciencieuse de chaque produit de son enseignement technique et professionnel : outillage, montres simples et compliquées, chronographes, répétitions, chronomètres de poche et de marine, régulateurs astronomiques et de cheminée, etc. »

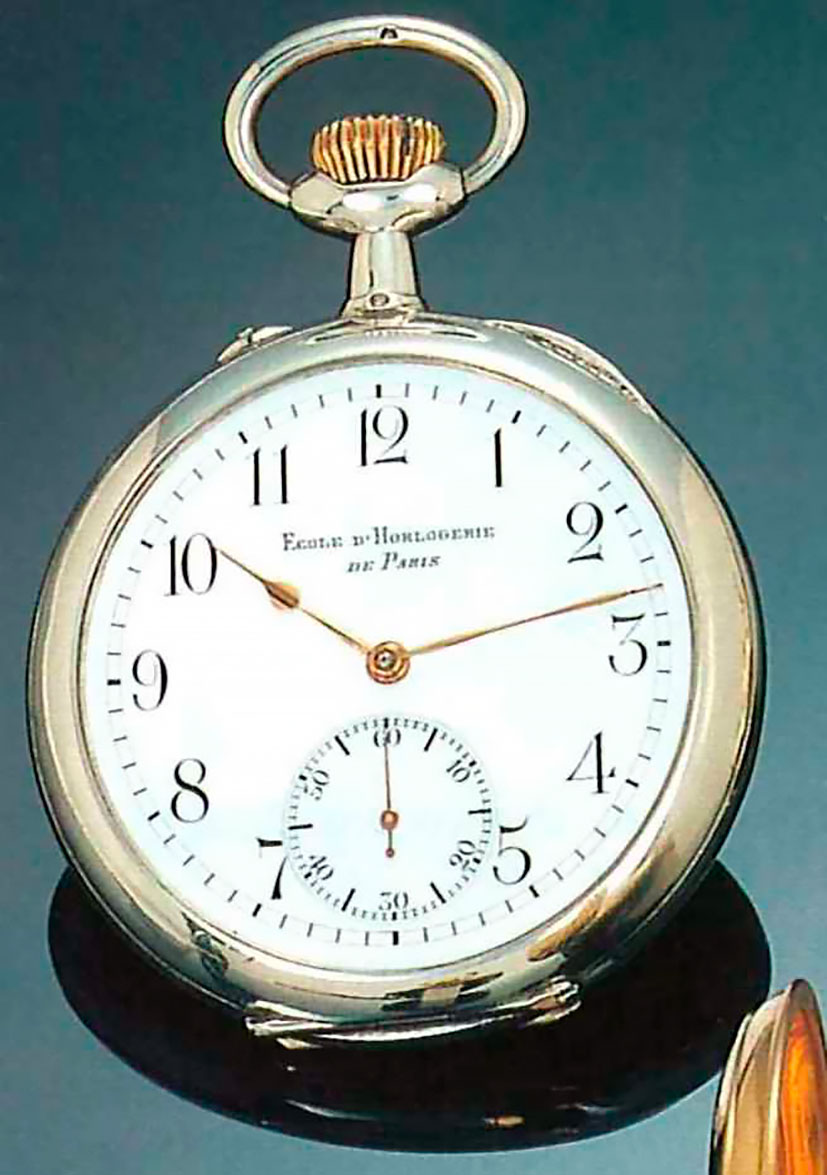
Montre sans clé en argent réalisée à l'École d'horlogerie de Paris

En 1900, Auguste Hilaire Rodanet est récompensé de ses éminents services qu'il a rendus à l'industrie horlogère et devient commandeur de la Légion d'honneur, distinction inconnue jusqu'alors, en horlogerie.

## Distribution des récompenses au Palais du Trocadéro

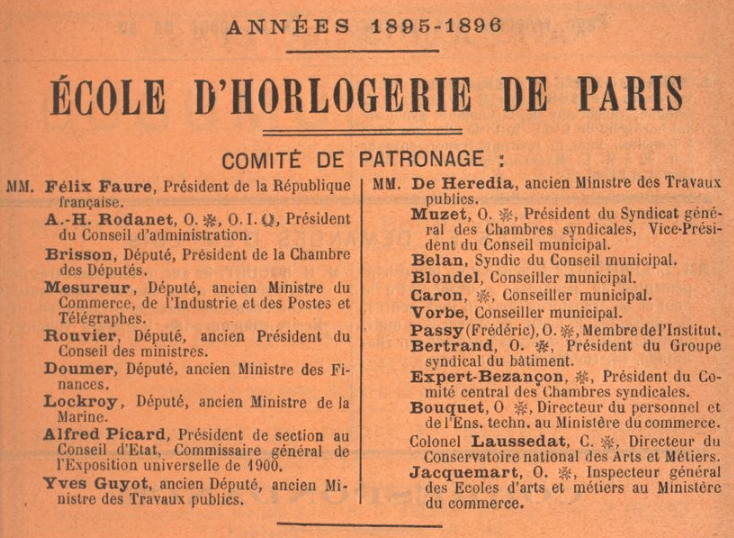
Années 1895-1896. Revue Chronométrique.

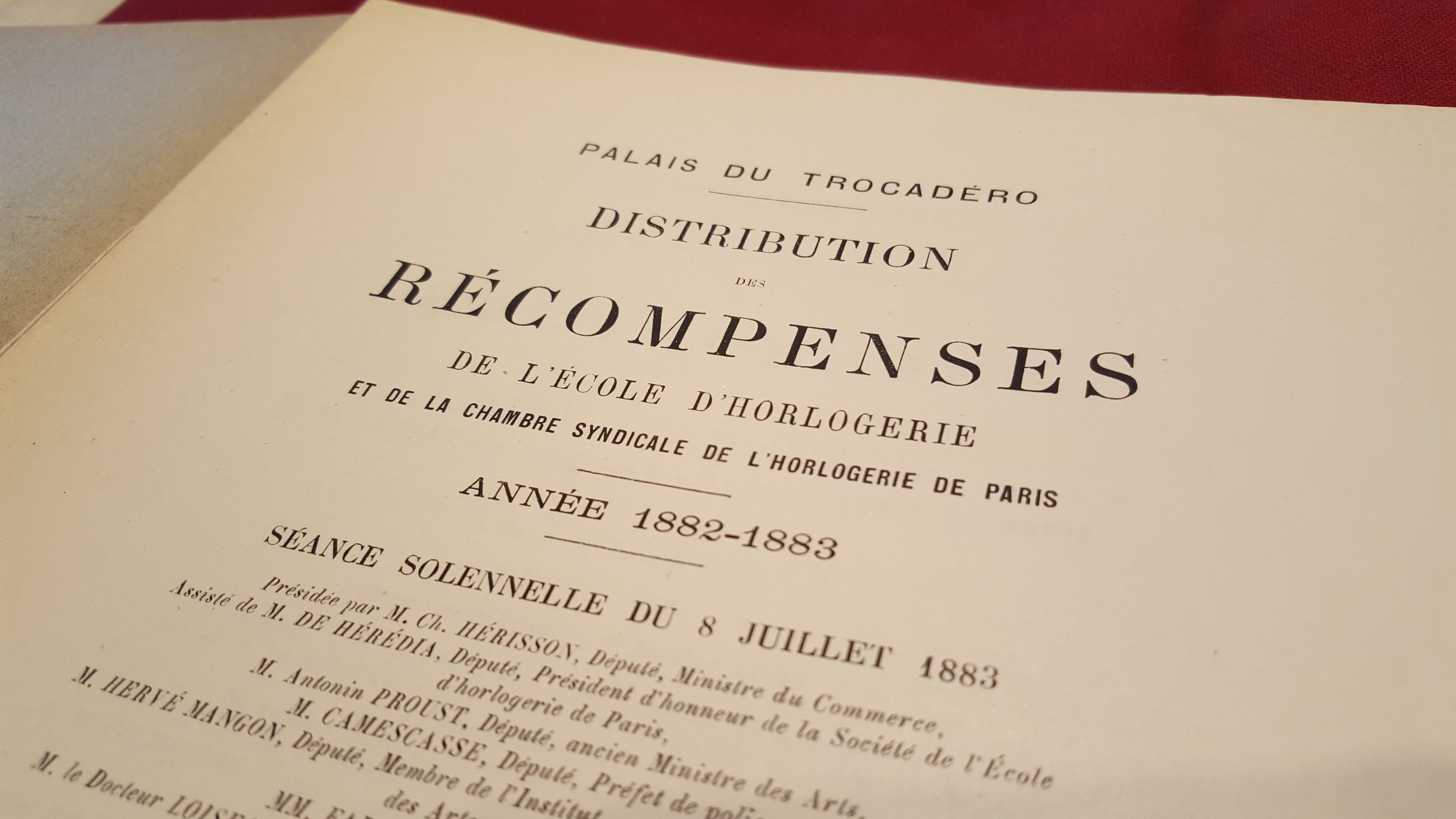
Distribution des récompenses aux élèves de l'École d'horlogerie de Paris, Palais du Trocadéro en 1883

La distribution des récompenses est célébrée chaque année depuis 1881 au Palais du Trocadéro. À la fin de chaque cérémonie, des prix sont accordés aux élèves les plus méritants. 
Antonin Proust, Félix Faure, Gustave Mesureur, Paul Doumer, Henri Brisson, Léon Bourgeois, Eugène Spuller, Paul Delombre, Fernand Chapsal, Alfred Picard et de nombreuses autres personnalités politiques, prononcent des discours élogieux sur l'École d'horlogerie.

Extrait du discours de Charles Hérisson, en 1883 :
« J’ai été frappé, non seulement des résultats obtenus, mais aussi de la promptitude avec laquelle ils étaient souvent atteints, grâce à une méthode d’enseignement bien raisonnée et sagement progressive. J’avais devant moi un vrai modèle d’école d’apprentissage, un modèle exclusivement dû à l’initiative privée, qui méritait d’être encouragé et surtout imité. En prenant congé du Conseil de direction, j’exprimai l’intention de revenir, et c’est sans doute, Mesdames et Messieurs, à ce désir de retour que je dois aujourd’hui l’honneur d’être appelé à présider cette brillante assemblée. (Applaudissements) »
Extrait du discours de Georges Trouillot, en 1903 :
« Vous venez, mon cher Président, conformément à une tradition ancienne et qui remonte à vingt-trois ans – car votre école, votre fille, comme vous dites, a aujourd’hui vingt-trois années d’existence – vous venez, dis-je, de m’offrir non pas seulement un instrument de précision, mais un très bel objet d’art qui est en ce moment, devant les yeux de tous. Je vous en remercie très vivement. Votre pensée, sans doute, quand vous offrez ce régulateur traditionnel à tous les présidents de ces cérémonies, c’est d’empêcher qu’ils puissent vous oublier jamais. Comment vous oublier, quand la marche même des aiguilles évoque constamment devant l’esprit le souvenir et l’image de l’œuvre admirable que vous avez accomplie. »